# Euglypta
Euglypta är ett släkte av skalbaggar. Euglypta ingår i familjen Cetoniidae.

## Dottertaxa tillEuglypta, i alfabetisk ordning[1]
- Euglypta alaini
- Euglypta aterrima
- Euglypta attenuata
- Euglypta bakeri
- Euglypta benguetia
- Euglypta biguttulata
- Euglypta biplagiata
- Euglypta boudanti
- Euglypta cartereti
- Euglypta coeruleosignata
- Euglypta dumasi
- Euglypta eckeli
- Euglypta fasciata
- Euglypta flavopunctata
- Euglypta francolina
- Euglypta grimaulti
- Euglypta immaculata
- Euglypta intermedia
- Euglypta kuntzeni
- Euglypta lumawigi
- Euglypta luzonica
- Euglypta margaritacea
- Euglypta megaspilota
- Euglypta miksici
- Euglypta mineti
- Euglypta moseri
- Euglypta multimaculata
- Euglypta multoguttata
- Euglypta pehrsoni
- Euglypta punctiventris
- Euglypta romblonica
- Euglypta schaueri
- Euglypta simillima